# Учок

Памятник сельджукским султанам Алп-Арслану и Мялик-шаху, Ашхабад, Туркменистан

Учок (туркм. üçok) — союз средневековых огузо-туркменских племен.

## Происхождение
Огузо-туркменский межплеменной союз учок охватывал потомков трех сыновей Огуз-хана: Гёк-хана, Даг-хана и Денгиз-хана и состоял из 12 племен: 
Баяндыр, Бечене (Печенег), Човдур (Чавулдур), Чепни (Джебни), Салыр (Салур, Салор), Эймир (Эймур), Алайонтли (Алаюнтлу), Урегир, Игдыр, Бюгдюз, Йива, Кынык (основатели Сельджукской империи)
В XIX в. союз родов учок встречался и в составе туркмен племени йомут.
Известный государственный деятель и историк Государства Хулагуидов Рашид-ад-Дин в своем обширном историческом труде «Джами ат-Таварих» приводит следующую версию происхождения данного этнонима: шесть сыновей Огуз-хана пошли на охоту и там нашли золотой лук и три золотые стрелы и принесли их отцу. Огуз-хан лук отдал трем старшим, чтобы они поделили между собой и назвал их Бозоками, а стрелы разделил между младшими и дал им имя Учок (то есть уч-ок) «три стрелы». 
Известный российский и советский историк и востоковед, академик В. В. Бартольд приводит похожее значение этнонима как «те, что от трёх стрел».